# Nationella kommissionen för utveckling och reform
Nationella kommissionen för utveckling och reform i Folkrepubliken Kina, tidigare kallad Statsplanekommissionen, är ett organ som lyder under Statsrådet och har ansvar för makroekonomisk koordination och för landets femårsplaner.
Kommissionens föregångare, Statsplanekommissionen, grundades 1952 och hade ansvar för Kinas centralt planerade planekonomi med förebild i det sovjetiska Gosplan. 1998 bytte kommissionen namn till Statliga kommissionen för utvecklingsplanering och 2003 fick den sitt nuvarande namn.
Kommissionen har fortfarande stor ekonomisk betydelse eftersom den har ansvar för Kinas betydelsefulla statsägda företag och för att godkänna samriskföretag i Kina samt kinesiska förvärv av företag utomlands.

## Lista över ordförande
1. Gao Gang (高岗): november 1952—augusti 1954
2. Li Fuchun (李富春): september 1954—januari 1975
3. Yu Qiuli (余秋里): januari 1975—augusti 1980
4. Yao Yilin (姚依林): augusti 1980—juni 1983
5. Song Ping (宋平): juni 1983—juni 1987
6. Yao Yilin (姚依林): juni 1987—december 1989
7. Zou Jiahua (邹家华): december 1989—mars 1993
8. Chen Jinhua (陈锦华): mars 1993—mars 1998
9. Zeng Peiyan (曾培炎): mars 1998—mars 2003
10. Ma Kai (马凯): mars 2003—mars 2008
11. Zhang Ping (张平): mars 2008—mars 2013
12. Xu Shaoshi (徐绍史): mars 2013—februari 2017
13. He Lifeng (何立峰): februari 2017—mars 2023
14. Zheng Shanjie (郑栅洁): mars 2023—